# 伊藤栄治
伊藤 栄治（いとう えいじ、1966年 - ）は、福島県郡山市出身の野球指導者、体育学者。東海大学体育学部教授。

## 経歴
郡山高校時代には、夏の県大会ベスト4などの成績を残す。
東海大学に進学後、学生コーチとして野球部を支える。大学卒業後も大学職員として勤務しながら、監督の原貢の下で8年間コーチを務める。原が勇退した1997年から監督に就任し、14回のリーグ優勝に導く。2007年に監督を退任後も同校の体育学部准教授、教授を務めている。
学外では2014年12月に中学硬式野球チームの「湘南平塚北リトルシニア」を設立し、監督を務めている。

## 著書
- 『DVDでわかる!野球　基本・練習・実戦テクニック』（西東社）